# توتو تاموز
توتو تاموز (بالعبرية: טוטו תמוז‏) (بالإنجليزية: Toto Tamuz) (1 أبريل 1988 بواري في نيجيريا - ) هو لاعب كرة قدم نيجيري وإسرائيلي في مركز الهجوم. شارك مع منتخب إسرائيل تحت 18 سنة لكرة القدم ‏ ومنتخب إسرائيل تحت 19 سنة لكرة القدم ومنتخب إسرائيل تحت 21 سنة لكرة القدم ومنتخب إسرائيل لكرة القدم. أما مع النوادي، فقد لعب مع بيتار القدس ونادي بترولول بلويشتي ونادي هبوعيل تل أبيب وهبوعيل بتاح تكفا ‏ وHunan Billows F.C. ‏ ونادي أورال يكاترينبورغ.

## مسيرته الكروية
لعب توتو تاموز خلال مسيرته الاحترافية مع 6 أندية في ستة عشر موسمًا وسجل خلالها 103 هدف ضمن 310 مباراة. حيث فاز في أربعة مواسم بالكأس وفي موسمين بالدوري.
خاض توتو تاموز مسيرته مع هبوعيل بتاح تكفا ‏ في موسم 2005–06 لمدة موسم واحد، مشاركًا في 28 مباراة سجل خلالها 11 هدفًا. ثم انتقل إلى نادي بيتار القدس في موسم 2006–07 ليلعب معه خمسة مواسم، حيث شارك في 116 مباراة سجل خلالها 32 هدفًا. لينتقل بعدها إلى نادي هابوعيل تل أبيب في موسم 2010–11 في المرة الأولى واستمر معه طيلة ثلاثة مواسم ثم في موسم 2016–17 لمدة موسم واحد، مشاركًا طوالها في 96 مباراة سجل خلالها 45 هدفًا. ثم انتقل إلى نادي بترولول بلويشتي في موسم 2013–14 في المرة الأولى واستمر معه طيلة ثلاثة مواسم ثم في موسم 2018–19 لمدة موسم واحد، مشاركًا طوالها في 54 مباراة سجل خلالها 14 هدفًا. هذا وانتقل لاحقًا إلى Hunan Billows F.C. ‏ ما بين عامي 2016 و2017 لمدة موسم واحد، مشاركًا في 9 مباريات سجل خلالها هدفًا واحدًا.

## وصلات خارجية
- توتو تاموز على موقع الاتحاد الأوربي (الإنجليزية)
- توتو تاموز على موقع قاعدة بيانات كرة القدم.إي يو (الإنجليزية)
- توتو تاموز على موقع ناشيونال فوتبول تيمز (الإنجليزية)
- توتو تاموز على موقع Soccerway.com (الإنجليزية)
- توتو تاموز على موقع عالم كرة القدم.نت (الإنجليزية)
- توتو تاموز على موقع AS.com (الإسبانية)